# Segador

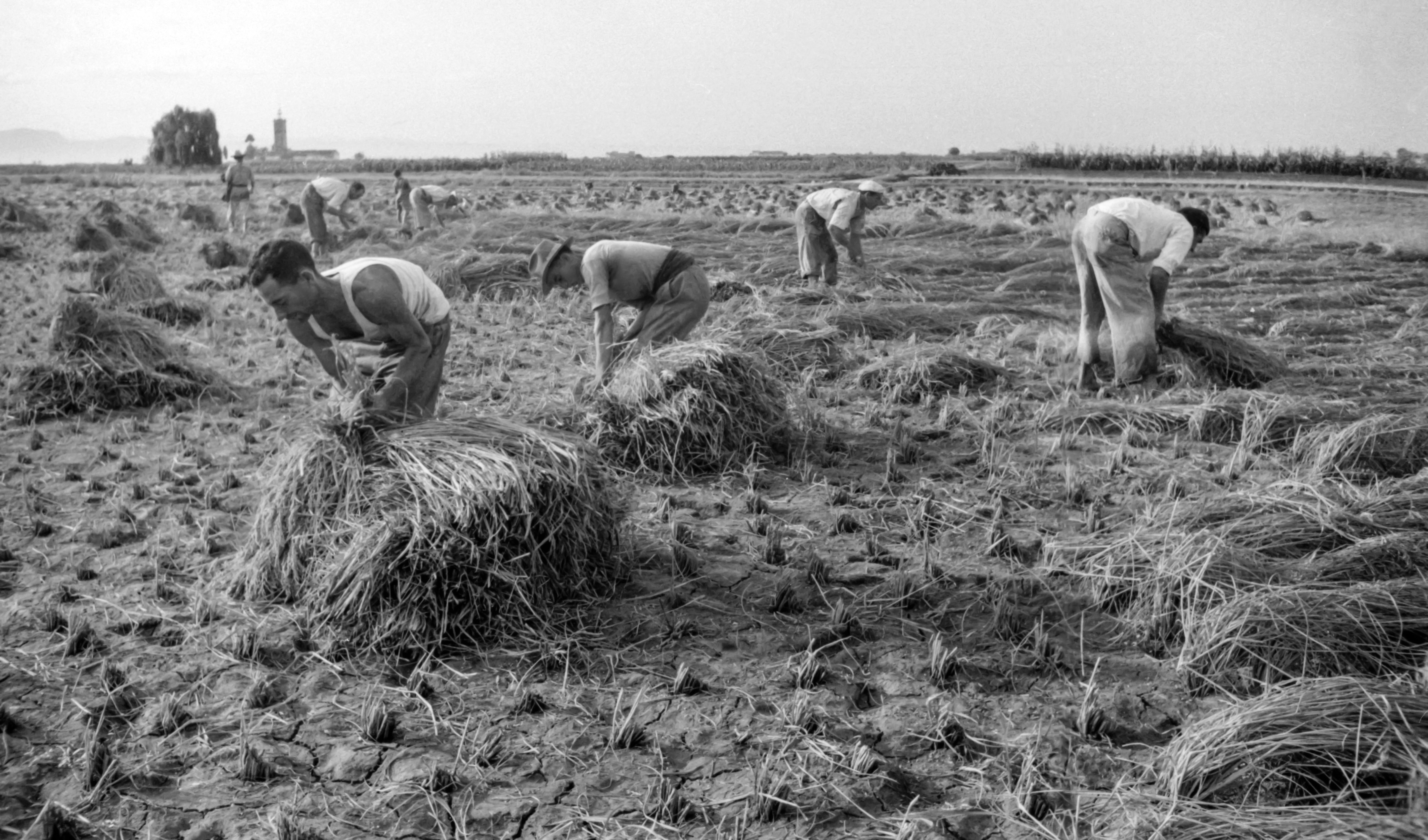
Segadores de arroz, Alginet, 1953

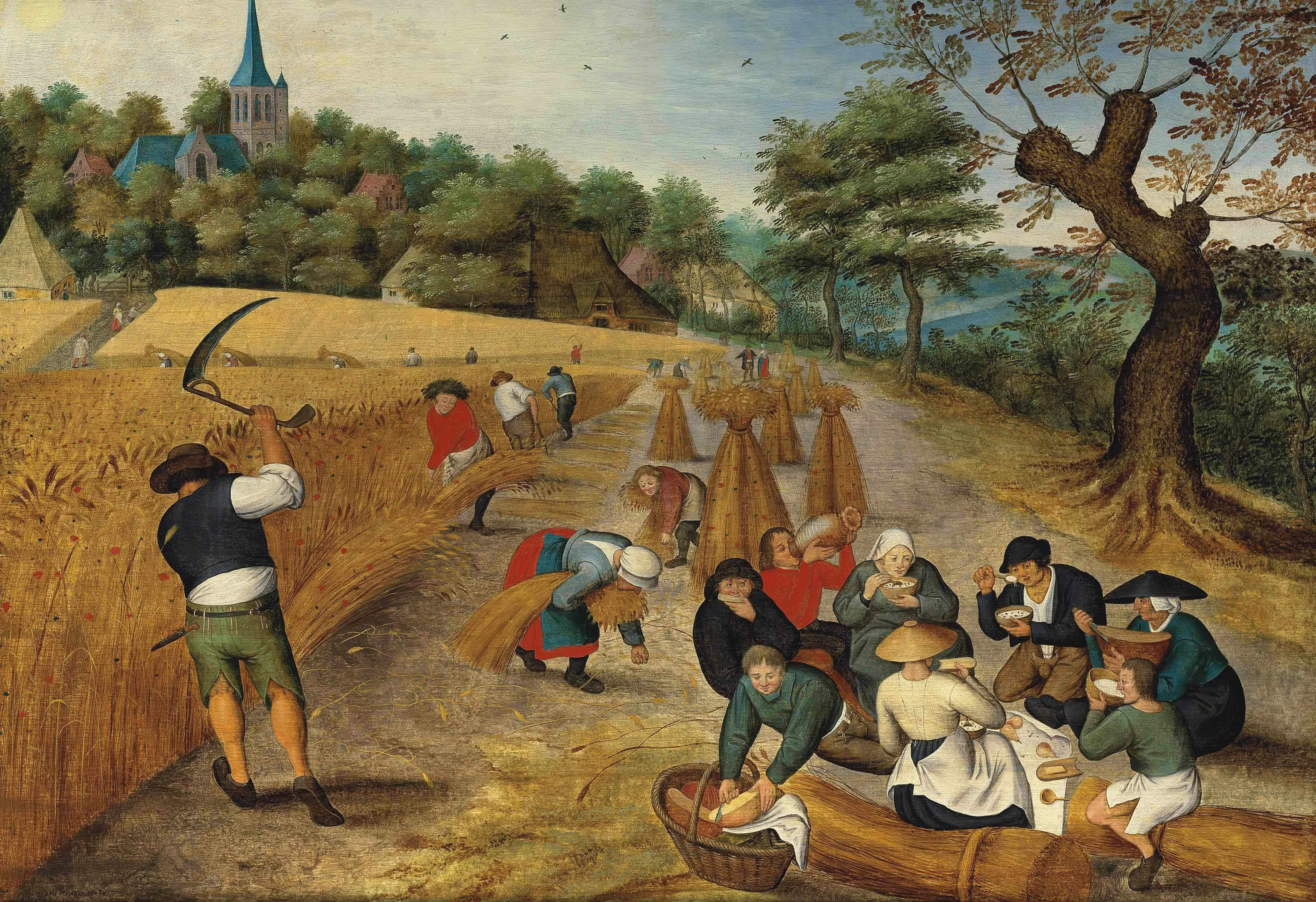
Pieter Brueghel el Joven: Los segadores (1623).

Segador es la persona que tiene por profesión segar los campos, bien sea cortar la mies o la hierba y recogerla.

## Historia
Además de los grupos familiares de faena, en tiempo de siega se reunían cuadrillas de segadores compuestas por cuatro, seis, ocho o más hoces, dirigidos por un mayoral. Solían cerrar el grupo de segadores mujeres, jóvenes o ancianos que hacían la recogida y atado de las gavillas en los tradicionales paquetes y montones.